# Toàn quyền
Toàn quyền là một chức danh để chỉ một chính trị gia có thẩm quyền đứng đầu một nước thuộc địa hoặc vùng lãnh thổ. Toàn quyền cũng có thể là một chức sắc được hoàng đế/nữ hoàng của một đế chế/vương quốc cử làm nguyên thủ một quốc gia có chủ quyền (Ví dụ Toàn quyền Canada là đại diện cho Nữ hoàng Elizabeth của Anh và đồng thời là nguyên thủ quốc gia của Canada)

## Lịch sử
Trong thời quân chủ phong kiến, có một vài chức danh tương đương với Toàn quyền là:
- Tổng đốc (đứng đầu một vùng hành chính gồm nhiều tỉnh thành) hoặc Tổng trấn (đứng đầu một vùng hành chính gồm nhiều trấn): phong kiến Trung Quốc, phong kiến Việt Nam
- Tiết độ sứ (đứng đầu một nước chư hầu): phong kiến Trung Quốc
- Toàn quyền hoặc Cao ủy (đứng đầu một nước thuộc địa): Đế quốc thực dân Pháp, Đế quốc Nhật Bản, Đế quốc Anh

## Vai trò
Ngày nay chức danh Toàn quyền chỉ được dùng để chỉ Nguyên thủ quốc gia của một số nước thuộc Khối Thịnh vượng chung Anh, như là Úc, Canada, New Zealand... Ở các nước này, Quân chủ trên văn bản vẫn là người đứng đầu các quốc gia đó, và Toàn quyền chính là người đại diện cho Quân chủ tại các quốc gia đó.
Hầu hết Toàn quyền chỉ mang tính nghi lễ và không có thực quyền. Thủ tướng mới là người nắm quyền thực tế điều hành đất nước.